# Gare de Mount Clemens
La Gare de Mount Clemens est un dépôt ferroviaire historique situé au 198 Grand Street à Mt. Clemens, Michigan. Le jeune Thomas Edison a appris la télégraphie à cette gare. Le bâtiment a été répertorié sur le registre national des lieux historiques en 1981 en tant que Gare de Mount Clemens, chemin de fer Grand Trunk Western  et a désigné un site historique de l'état du Michigan en 1973 . Il est maintenant exploité sous le nom du Michigan Transit Museum.

## Histoire
Mount Clemens a été colonisé pour la première fois en 1781 et, en 1818, est devenu le siège du comté de Macomb . À l'automne 1859, le Grand Trunk Western Railroad a ouvert sa ligne Port Huron-Detroit, traversant Mount Clemens . Ils ont ouvert des gares passagers le long de la ligne, dont une à Port Huron et celle-ci à Mount Clemens . La gare de Mount Clemens était identique aux autres construites à New Haven, Fraser et Richmond à peu près à la même époque; ces quatre sont très similaires aux gares construites plus tôt par Grand Trunk en Ontario qui étaient probablement basées sur un modèle anglais de 1841.
Peu de temps après son ouverture, le chemin de fer a embauché Thomas Edison, 12 ans, dont la famille avait déménagé à Port Huron cinq ans plus tôt, comme vendeur de journaux et de bonbons sur la liaison Port Huron - Detroit. En août 1862, alors que le train haltait à la gare de Mount Clemens, Edison tira un garçon de trois ans de la trajectoire d'un train venant en sens inverse. En guise de récompense, le père du garçon, l'agent de gare J.U. Mackenzie, a enseigné la télégraphie au jeune Edison, ce qui a stimulé son intérêt pour la technologie. Plus tard, Mackenzie s'est joint à Edison dans son laboratoire de Menlo Park en tant qu'associé de recherche .
Des structures supplémentaires ont été construites sur le site au fil du temps, notamment une maison du chef de gare, un château d'eau, un cabinet de toilette et un deuxième dépôt de marchandises situé plus au nord . Les bâtiments séparés ont tous été finalement démolis, à l'exception du cabinet de toilette toujours debout . Le Grand Trunk a fermé le la gare de Mount Clemens en 1953, après quoi ils l'utilisèrent pour le stockage et d'autres services liés au chemin de fer jusqu'en 1972 . En 1980, le bâtiment a été acheté par la ville deu Mount Clemens, qui a restauré la structure. Il est actuellement loué de la ville par le Michigan Transit Museum .

## Description des lieux

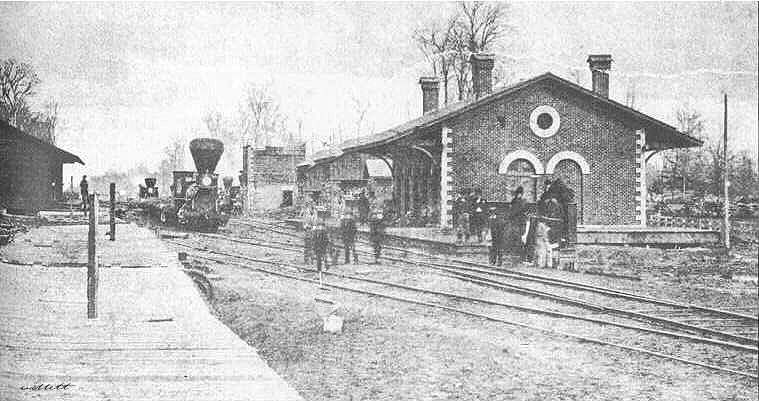
La gare vers 1859

La gare du Grand Trunk Western à Mount Clemens est un bâtiment à l'italienne d'un étage, de plan rectangulaire et construit en briques sur une fondation en pierre. Les murs sont pour la plupart en briques rouges, avec des pierres de taille et des capots de fenêtre en briques jaunes, et des boiseries. Une passerelle en bois s'étend sur toute la longueur du côté rue du bâtiment . Le toit à pignon en bardeaux est soutenu par des supports en bois et les avant-toits s'étendent à huit pieds des murs . Les côtés longs du bâtiment sont divisés en cinq travées d'arcs. Sur les cinq arches en baie du côté de la rue, trois contiennent de grandes fenêtres, une contient une double porte d'entrée et la cinquième arche est en brique avec une petite fenêtre à guillotine double. Sur les cinq arches latérales de la voie, deux contiennent de grandes fenêtres, deux contiennent des portes d'entrée doubles et la cinquième arche est couverte par un petit ajout en saillie, qui est une reconstruction des années 1980 d'une cabine d'opérateur de télégraphe des années 1880. Les extrémités plus courtes à pignon sont divisées en deux baies de fenêtres cintrées, avec une fenêtre oculaire en retrait au-dessus .
L'intérieur de la structure est divisé en deux parties principales: la section sud est la salle d'attente, et a des planchers en bois, un plafond en bois et des murs en plâtre avec lambris . Les entrées des toilettes et de la salle de stockage sont sur un côté. La section nord du bâtiment est la zone de travail du personnel et a des planchers en béton, un plafond en bois peint et des murs en plâtre avec des lambris. Un bureau et une salle mécanique sont d'un côté et la baie télégraphique recréée de l'autre. Le mur de séparation entre la section sud et nord contient une porte d'accès et une fenêtre de billetterie recréée, avec une grille en laiton provenant du dépôt démoli de Grand Trunk Brush Street à Detroit .
Au nord du dépôt se trouve un cabinet de toilette datant 1893, en bois à clin. Il a une seule entrée d'un côté et des fenêtres à bord sur les trois autres .